# Potho von Pothenstein

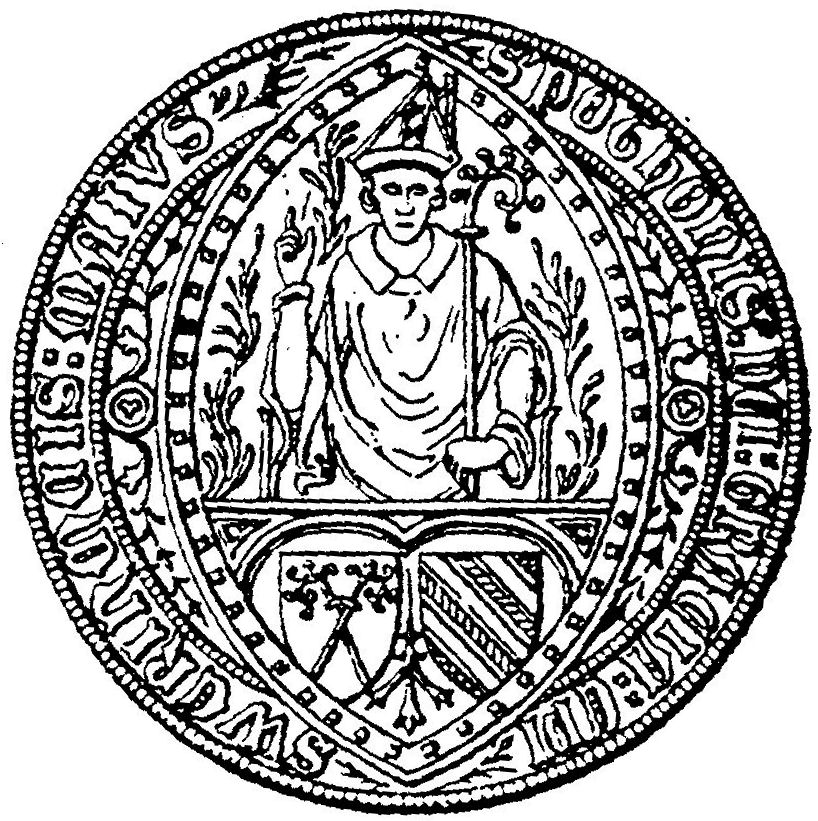
Erstes Siegel aus der Schweriner Zeit

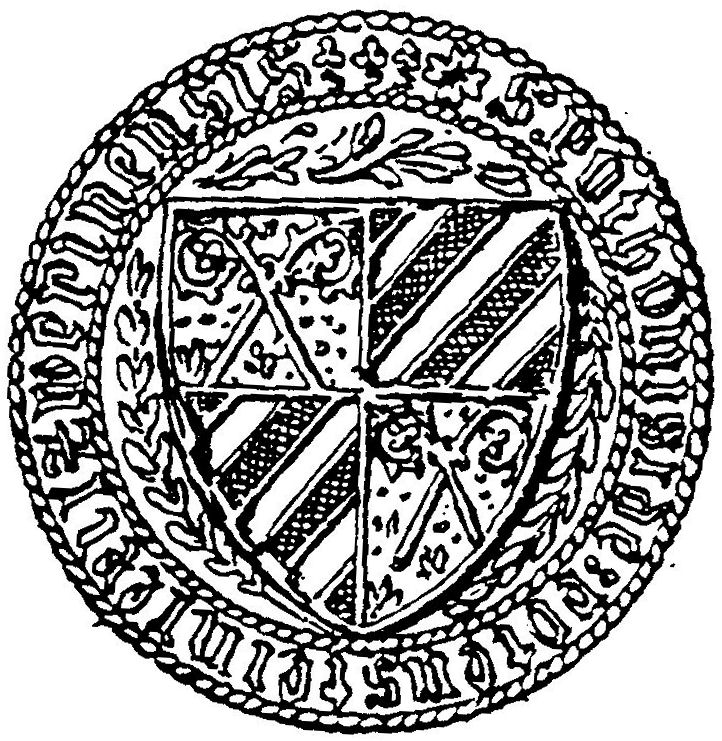
Zweites Siegel aus der Schweriner Zeit

Potho von Pothenstein (auch Pottenstein) († 1390) war von 1379 bis 1382 Bischof von Münster. Er wurde 1381 durch päpstliche Provision als Nachfolger für den verstorbenen Bischof Melchior offiziell zum Bischof von Schwerin bestimmt, ohne dort faktisch die Herrschaft ausüben zu können.

## Leben
Potho stammte aus der Tschechisch sprechenden böhmischen Adelsfamilie mit Sitz auf Burg Pottenstein (Potštejn), die ursprünglich möglicherweise verwandt war mit der Familie der bayerischen Pfalzgrafen. Ob er selbst deutsch sprach, ist nicht bekannt.
Potho war Kleriker des Bistums Leitomischl, Benefiziat des Bistums Passau, päpstlicher Kaplan, Kanonikus in Prag, auch Kanonikus des Olmützer Domkapitel, durch päpstliche Provision auf Ersuchen Kaiser Karls IV. 1360 Dekan des Olmützer Domkapitels, von 1369 bis 1378 auch Prager Archidiakon, dann königlicher Hofkaplan.
Potho stand ursprünglich dem Papst in Avignon nahe. Auf Empfehlung König Wenzels wurde er 1379 durch päpstliche Provision Bischof von Münster. Der Regierungsantritt erfolgte am 5. September 1379, während die Regalien ihm bereits am 30. April 1379 in Prag verliehen worden waren. Die Bischofsweihe hatte am päpstlichen Hof stattgefunden.
Doch schon der Einzug des neuen Fürstbischof Johann II., wie er in Münster genannt wurde, in seine Diözese war nicht glücklich. Noch vor der Bistumsgrenze wurde Potho bei Hamm vom Grafen von der Mark und Bewaffneten überfallen und mit seinem Gefolge ausgeraubt. Nur knapp erging er der Gefangennahme. König Wenzel setzte sich vergeblich für die Rückgabe des beim Überfall gestohlenen Geldes ein.
In Münster verkündigte er sofort nach seiner Ankunft angeblich mit päpstlicher Genehmigung mehrere Ablässe. Er forderte die Gläubigen auf, diese zu erwerben.
Eine Diözesansynode fand zu seiner Zeit wohl nicht statt. Auch wenn man ihm später ausschließlich Geldgier unterstellte, legen verschiedene Urkunden zugunsten geistlicher Einrichtungen nahe, dass er am geistlichen Leben durchaus interessiert gewesen war.
Ein nur geringes Interesse hatte er dagegen für die Landesburgen. Aus Geldmangel musste er den Grafen von Hoya die Burg Horstmar verpfänden. Unwahrscheinlich ist, dass er gegenüber den Landständen eine Wahlkapitulation unterzeichnet hat.
Nennenswerte Impulse für die weltliche Regierung des Hochstift Münster gingen von ihm nicht aus. Ein Bündnis verschiedener Bischöfe und Herren gegen die Grafen von Tecklenburg, die zur Belagerung von Rheda führte, war noch vor seiner Ankunft zustande gekommen. In seine Zeit fällt die Beschwörung eines Landfriedens. Ein Friedensschluss mit den Tecklenburgern scheint nur kurzen Bestand gehabt zu haben.
Weil sich bald herausstellte, dass er mit den Zuständen in seinem Bistum nicht vertraut war, hat das Domkapitel die eigentliche Verwaltungsarbeit an den damaligen Dompropst und späteren Nachfolger Pothos Heidenreich Wolf von Lüdinghausen übertragen.
Ob das Domkapitel auch Pothos Ablösung forderte, ist nicht eindeutig nachzuweisen. Er selbst hat wohl erkannt, dass er nicht in der Lage war, seinen Aufgaben in Münster gerecht zu werden. Er trat am 13. Oktober ab. Als seinen Nachfolger empfahl er vergeblich Ruprecht von Jülich-Berg.
Der Ruf des Bischofs in Münster war denkbar negativ. In verschiedenen Epigrammen ist von Geldgier und Trunksucht die Rede. Zu dem schlechten Ruf beigetragen hat aber auch, dass er das in Münster gesprochene Niederdeutsch nicht verstand. Seine fremde Herkunft und fehlenden Sprachkenntnisse haben das Verhältnis zu den Angehörigen der Diözese erschwert. Eine letzte Urkunde als Bischof von Münster ist vom 28. April 1381 erhalten geblieben.
Nach dem Amtsverzicht in Münster erfolgte Potho Versetzung auf den Bischofsstuhl von Schwerin gleich nach Bekanntwerden des Todes Bischofs Melchiors. Residenz der Bischöfe von Schwerin war zu dieser Zeit Schloss Bützow. Das Domkapitel weigerte sich, ihn anzuerkennen, und wählte aus seiner Mitte den Domherrn und Dechanten Johann IV. Junge zum (Gegen-)Bischof. Der Electus starb 1389 durch die Hand seines eigenen Dieners Dietrich Ziegelke.
Potho konnte die faktische Regierung nicht antreten. Zwischen dem vom Papst Urban VI. providierten Bischof Potho und dem Electen Johann Junge soll sich ein von mecklenburgischen Schriftstellern alter Zeiten berichtetes Ergebnis abgespielt haben: Johann Junge habe anlässlich der päpstlichen Urkunde durch Bischof Potho letzteren in Bützow vom Residenzschloss durch eine List ausgesperrt und ihm zugerufen: Je welck hefft Bützow und Warin, de blifft wol Bicop tho Swerin. (Wer da hat Bützow und Warin, der bleibt wohl Bischof zu Schwerin). Bischof Potho zog sich nach Stralsund zurück, um vom Ausland her sein Recht als Diözesanbischof allmählich mit den Mitteln der geistlichen Gerichtsbarkeit, wie dem Kirchenbann, auch im mecklenburgischen Diözesangebiet geltend zu machen.
Potho lebte bis zu seinem Tode in Stralsund. In Stralsund wurde er 1385 und 1390 durch die urkundliche Bestätigung von Vikarien wirksam. Aber auch in seiner Stifts-Hauptstadt Bützow wurde er am 13. Juli 1389 urkundend tätig.
Der Todestag Bischof Pothos lässt sich nicht mit absoluter Sicherheit nachweisen. Er scheint aber vor dem 11. August 1390 zu liegen, da an diesem Tag der Nachfolger Rudolf III. schon als Postulat genannt wurde. Der Ort des Todes und der Beisetzung sind unbekannt. Sicher ist nur, dass Bischof Potho nicht in Rom verstorben sein kann.

## Siegel
Bischof Potho hatte zwei Siegel und aus seiner kurzen Amtszeit in Münster sind drei Siegel bekannt.
Das erste Siegel ist rund. In einem spitzovalen Abschnitt, der oben und unten durch den Umschriftrand reicht, sieht man das zu beiden Seiten von Blumen umrankte Brustbild des Bischofs mit dem Krummstab in der Linken, die Rechte segnend erhoben. Darunter in zwei Bogen zwei stehende Schilde, der zur Rechten enthält zwei ins Andreaskreuz gelegte Bischofsstäbe, der zur Linken hat vier schrägrechte Balken.
Die Umschrift lautet: + S' POTHONIS: DE: POTENSTEIN: EPI: ZWERINENSIS +++
Ein zweites rundes Siegel zeigt ein Wappen. Im gravierten Schild im ersten und vierten punktierten Feld zwei gekreuzte Bischofsstäbe, im zweiten und dritten drei linke Schrägbalken.
Die Umschrift lautet: + S' POTHONIS: DE: POTENSTEIN: EPI: ZWERINENSIS
Aus der Amtszeit in Münster.
Erstes Siegel (Tafel 46 Nr. 11.): Innerhalb einer ovalen Umrahmung der Bischof im Ornat, mit der Rechten segnend, mit der Linken den Stab haltend (Brustbil); unter den Bögen der Brüstungsmauer der Schild des Bistums Münster mit der Pothensteinsche Schild schrägrechts nebeneinander. Umschrift: Sigillum Pothonis dei gracia episcopi Monasteriensis maius.
Zweites Siegel (Tafel 47 Nr. 1.): Der Bischof sitzend im Ornat (Pluviale), mit der Rechten segnend, mit der Linken den Stab haltend. Zur Seite sind rechts der Stifts-Münstersche, links der Pothensteinsche Schild angebracht. Umschrift: (Se)cretum Pothonis dei gracia episcopus Monasteriensis.
Drittes Siegel (Tafel 65 Nr. 2.): Das Siegel ist bis auf zwei Bruchstücke zerstört. In dem oberen sieht man noch das Haupt des Apostels Paulus und die Spitze seines Schwertes, in dem unteren den Pothensteinschen Schild. Von der Umschrift ist nur noch der Schluss (Monasteriensis) erhalten.